# East Grand Rapids
East Grand Rapids ist eine Stadt im Kent County von Michigan in den Vereinigten Staaten. Sie liegt am Reeds Lake in der Metropolregion von Grand Rapids. Laut dem United States Census Bureau hat die Stadt eine Gesamtfläche von 8,8 km² mit 11.371 Einwohnern im Jahr 2020.

## Geschichte
East Grand Rapids wurde erstmals in den frühen 1830er Jahren von der Familie Reed aus New York City besiedelt. Ursprünglich Teil von Paris Township, südlich der Hall Street, und Grand Rapids Township, nördlich der Hall Street, stimmten die Einwohner 1891 für die Gründung des Village of East Grand Rapids. Das Dorf wurde 1926 in eine Home Rule City umgewandelt, als die Einwohnerzahl etwa 1300 betrug. In den 1870er Jahren wurde das Gebiet um den Reeds Lake ein beliebtes Sommerausflugsziel für die Bewohner von Grand Rapids und der umliegenden Gebiete.

## Demografie
Nach einer Schätzung von 2019 leben in East Grand Rapids 11.956 Menschen. Die Bevölkerung teilt sich auf in 94,3 % Weiße, 1,1 % Afroamerikaner, 0,4 % amerikanische Ureinwohner, 1,2 % Asiaten und 2,4 % mit zwei oder mehr Ethnizitäten. Hispanics und Latinos aller Ethnien machten 2,1 % der Bevölkerung aus. Das mittlere Haushaltseinkommen lag bei 144.922 US-Dollar und die Armutsquote bei 2,0 %.